# Рыбы, которые спасли Питтсбург
«Рыбы, которые спасли Питтсбург» (англ. The Fish That Saved Pittsburgh) — американская спортивная кинокомедия 1979 года о профессиональной баскетбольной команде, ради спасения которой новые игроки были подобраны в соответствии с их знаком зодиака. В фильме снялись звёзды профессионального баскетбола Доктор Джей (Джулиус Ирвинг), Карим Абдул-Джаббар и Медоуларк Лемон.

## Сюжет
Эгоизм ведущего игрока самой слабой команды НБА «Питтсбург Пайтонс» (англ. Pittsburgh Pythons) Мозеса Гатри (сыгранного известным профессиональным баскетболистом Доктором Джеем (Джулиусом Ирвингом)) приводит к конфликту со всеми остальными игроками клуба и тренером. Владелец команды становится на сторону своей единственной звезды, и весь остальной состав от него уходит.
Взамен, поддавшись на убеждения Тайрона Миллмана — мальчика, подающего игрокам полотенца и воду — и астролога Моны Мондьё, владелец набирает новую команду только из игроков, родившихся под знаком Рыб, поскольку это также и знак Мозеса Гатри. Новая команда, получившая название «Пайсиз» (лит. Pisces — «Рыбы») начинает одерживать победу за победой, а Гатри находит свою любовь в лице старшей сестры Тайрона — Тоби.
Однако у владельца команды есть злой близнец — владелец суперклуба «Лос-Анджелес Фивер», ведомого Каримом Абдул-Джаббаром. Двум командам предстоит встретиться в решающем матче сезона. На это матч у злодея свои планы, и накануне игры происходит похищение тренирующей «Пайсиз» Моны Мондьё…

## Действующие лица и исполнители
| Актёр            | Роль                       |
| ---------------- | -------------------------- |
| Доктор Джей      | Мозес Гатри                |
| Джеймс Бонд III  | Тайрон Миллман             |
| Стокард Чэннинг  | Мона Мондьё                |
| Джонатан Уинтерс | Эйч-Эс/Харви Тилсон        |
| Маргарет Эйвери  | Тоби Миллман               |
| Майкл В. Гаццо   | тренер Гарри               |
| Джек Кехо        | Сетшот                     |
| Медоуларк Лемон  | преподобный Грейди Джексон |
| Николас Прайор   | Джордж Брокингтон          |
| Флип Уилсон      | тренер Джок Делани         |

В фильме снимались профессиональные спортивные комментаторы Чик Херн и Марв Альберт, а также целый ряд профессиональных баскетболистов, многие из которых прежде выступали вместе с Доктором Ирвингом (помимо Карима Абдул-Джаббара, в эпизодических ролях появляются Конни Хокинс, Боб Ленье, Спенсер Хейвуд, Крис Форд, Корнбред Максвелл, Кевин Стаком и другие). Роль Моны Мондьё предназначалась Шер, но та отказалась в последний момент.

## Съёмочная группа
- Режиссёр — Гилберт Мозес
- Сценаристы — Джейсон Старкс, Эдмонд Стивенс
- Продюсеры — Дэвид Дашев, Гэри Стромберг
- Оператор — Фрэнк Стэнли
- Композитор — Том Белл
- Исполнители песен — The Four Tops, The Spinners, Док Северинсен, Лоретта Линн

## Оценки
В прокате фильм потерпел неудачу, собрав лишь немногим больше 8 миллионов долларов. Обозреватель Sports Illustrated Фрэнк Дефорд отмечает нелепость сюжета, плохую игру исполнителей главных ролей (в том числе Ирвинга и исполнительницы роли Моны Мондьё Стокард Чэннинг) и неудачную режиссуру спортивных эпизодов, где, как он указывает, все баскетбольные приёмы сводятся к выполнению данков Ирвингом и небольшому количеству старых трюков «Гарлем Глобтроттерс», которые исполняет Медоуларк Лемон. Лемон — единственный, о чьей игре Дефорд отзывается в своей рецензии положительно. Он также даёт отрицательную оценку саундтреку фильма, отзываясь о нём как о надоедливой и повторяющейся диско-музыке. Оценки зрителей, которые фильм получает на порталах IMDB и Rotten Tomatoes, также невысоки.
В то же время «Рыбы, которые спасли Питтсбург» включены авторами «Итоговой книги спортивных фильмов» в их список ста лучших спортивных лент, правда, занимая в этом списке последнее, сотое, место. Рецензенты, соглашаясь с Дефордом в оценке сценария, в отличие от него, высоко оценивают саундтрек картины, отмечая сбалансированность и уместность номеров и участие ведущих исполнителей поп-музыки 70-х годов. Авторы дают высокую оценку игре Медоуларка Лемона и сцене драфта новой команды, которую сравнивают со сценой галактического бара в «Звёздных войнах». Они также приводят отзывы спортсменов, называющих фильм в числе своих любимых лент, — баскетболиста Шакила О’Нила, легкоатлета Лероя Баррелла и футболиста Донована Макнабба.